# Савио, Йон
Йон Андреас Савио (норв. John Andreas Savio, 28 января 1902 — 9 апреля 1938) — саамский норвежский художник. Савио был первым известным саамским художником и единственным саамским художником, который оставил заметный след в изобразительном искусстве в период до Второй мировой войны. Он был первым саамским художником, у которого прошла персональная выставка в Национальной галерее Норвегии.

## Биография
Савио родился в деревне Бугёйфьорд (Bugøyfjord) рядом с посёлком Бугёйнес, в 60 км к западу от Киркенеса. Его родители умерли, когда ему ещё не было четырёх лет. Воспитывался бабушкой и дедушкой с материнской стороны, которые имели ферму Strimpgården рядом с Бугёйфьордом (жил у них с 1905 по 1912 год).
Первые уроки рисования ему давал известный саамский политический деятель и исследователь саамского фольклора Исак Саба (1875—1921), который работал в Вардё школьным учителем. Позже именно Саба уговаривал Йона посвятить свою жизнь творчеству.
Савио стал первый саамом, который получил художественное образование в Национальном колледже искусств и дизайна в Осло. В 1921—1922 и 1924—1925 годах его преподавателем был известный норвежский художник Аксель Револьд (1887—1962).
Известен прежде всего как мастер ксилографии (создавал гравюры на дереве). Создавал также гравюры на другом материале. Всего им было создано около 130 гравюр, а также большое число рисунков.
Скончался от туберкулёза в Осло, в университетской больнице Уллевол.
В 1980-х годах в Киркенесе был открыт Музей Йона Савио.

## Галерея

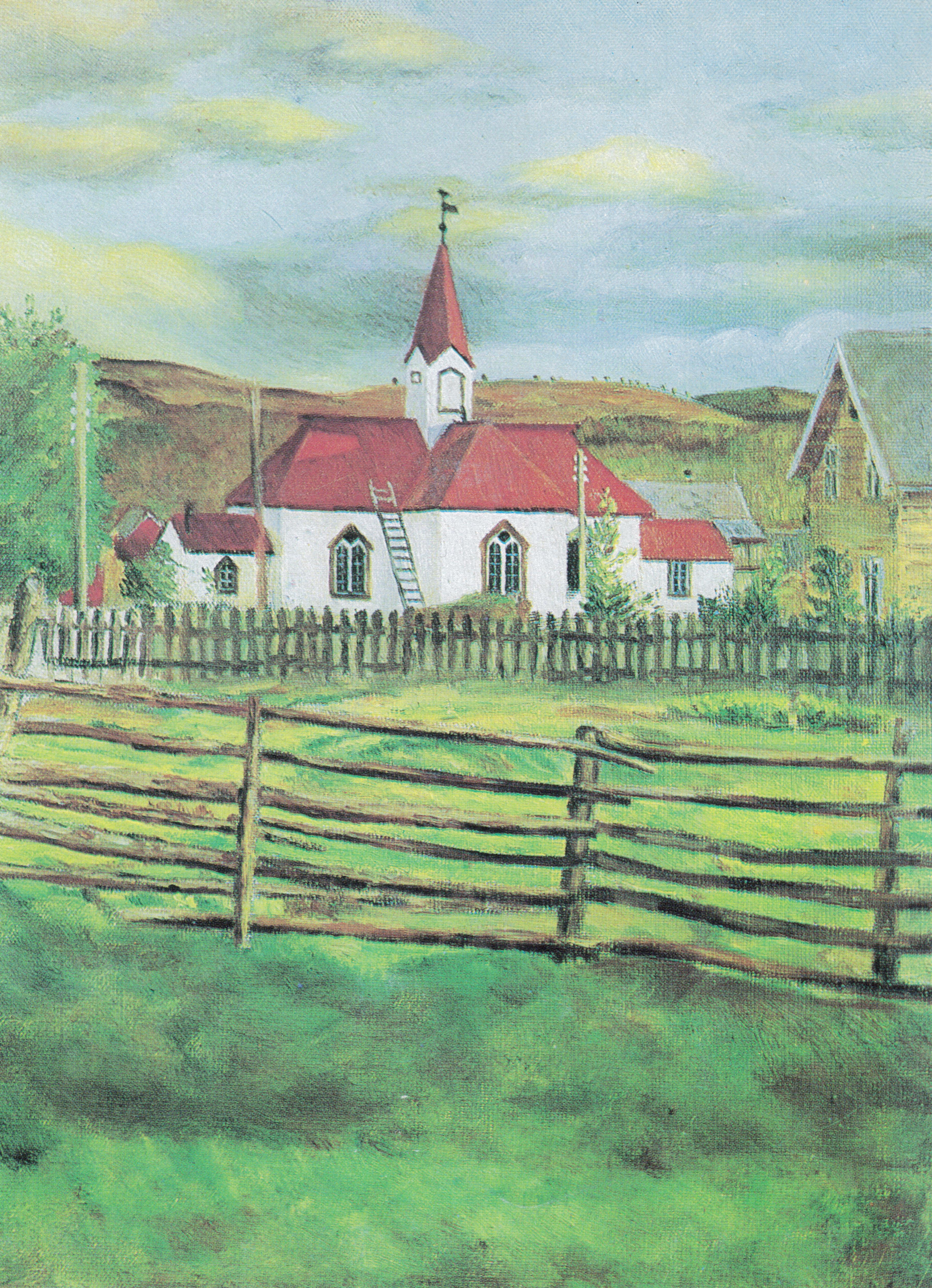
«Церковь в Карасйоке» лето 1927 акварель
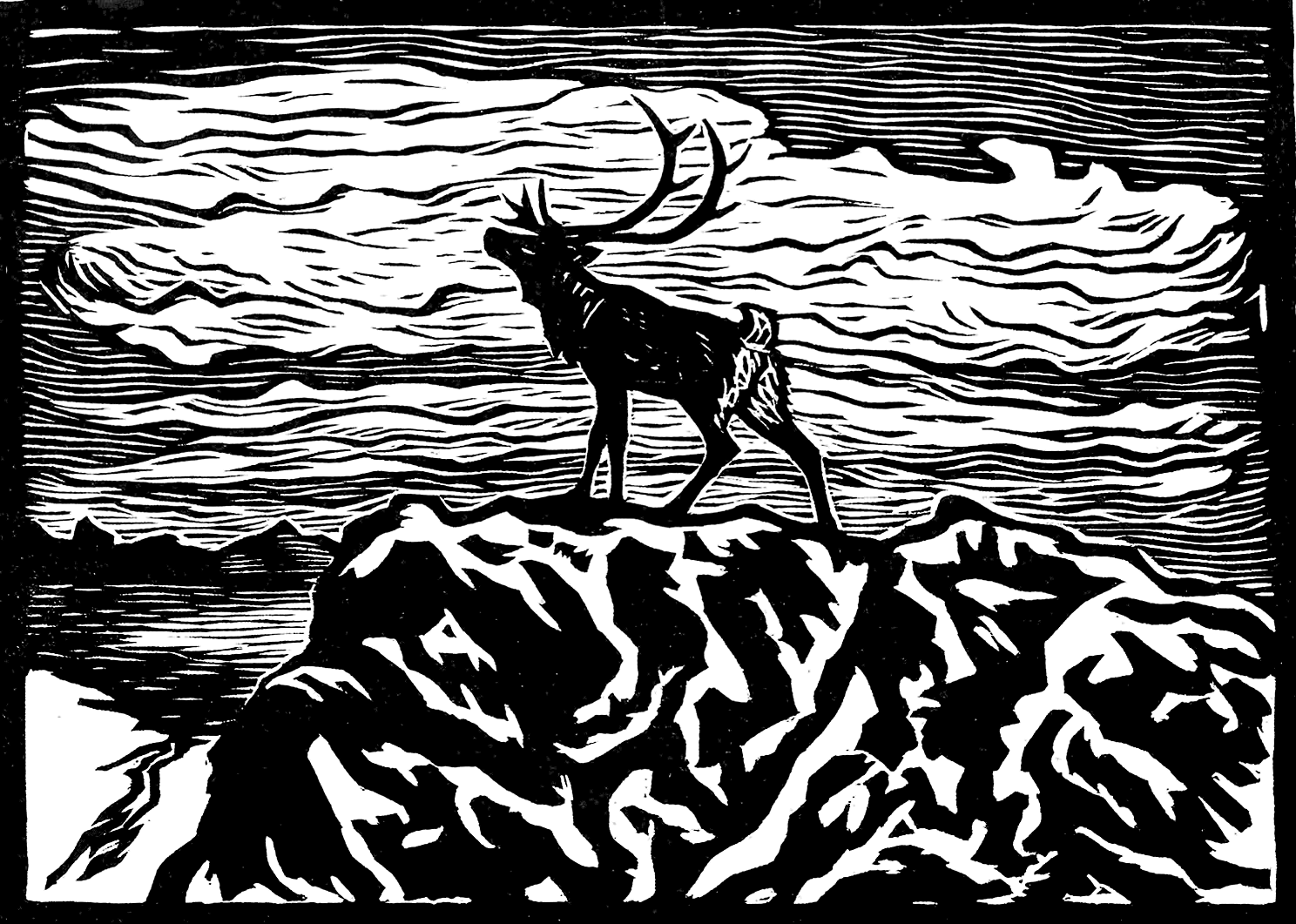
«Одинокий олень» (Okto) гравюра на дереве
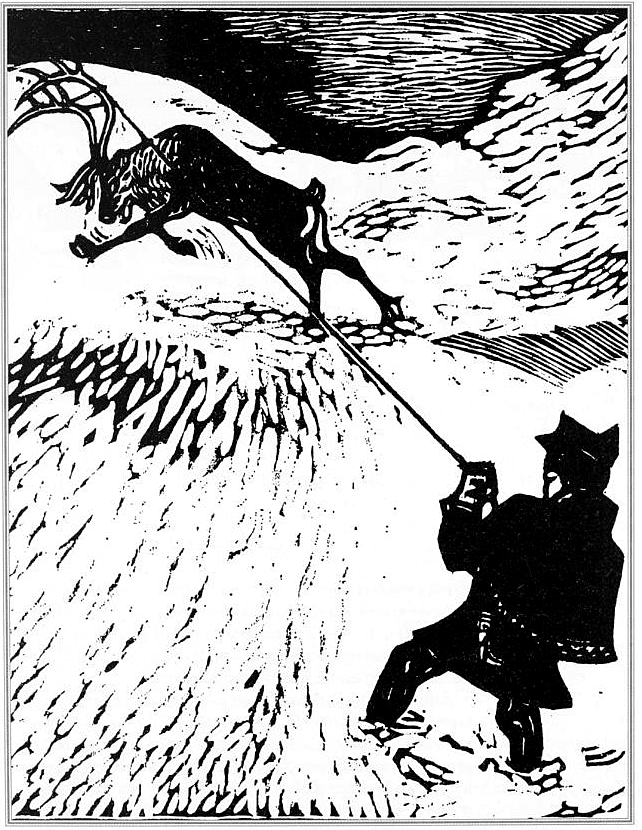
«Человек и олень» (Mann med reinokse) гравюра на дереве
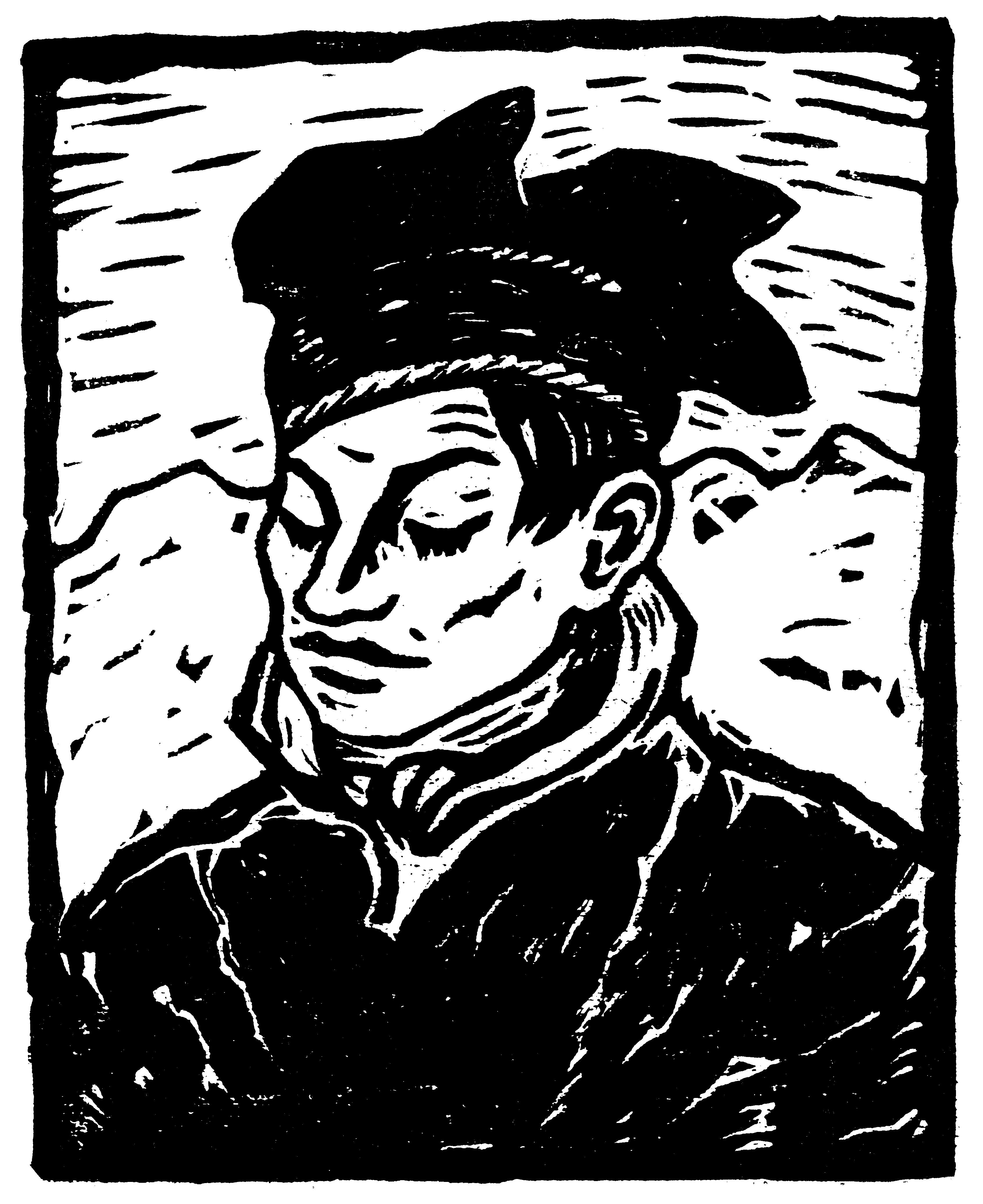
«Мальчик» (Ganda) гравюра на дереве